# Rhabdotis maleci
Rhabdotis maleci är en skalbaggsart som beskrevs av Di Gennaro 2010. Rhabdotis maleci ingår i släktet Rhabdotis och familjen Cetoniidae. Inga underarter finns listade i Catalogue of Life.